# Diplacodes
Genre
Diplacodes est un genre dans la famille des Libellulidae appartenant au sous-ordre des Anisoptères dans l'ordre des Odonates. Il comprend onze espèces. Ces espèces se trouvent en Afrique, en Asie, en Australie et dans le Pacifique Sud-Ouest.

## Description
Leurs couleurs vont du corps totalement noir de Diplacodes lefebvrii en Afrique, à la belle couleur bleu pâle de Diplacodes trivialis de l'Inde et au rouge intense de Diplacodes haematodes de l'Asie et l'Australie.

## Espèces du genreDiplacodes
- Diplacodes bipunctata (Brauer, 1865)
- Diplacodes deminuta Lieftinck, 1969
- Diplacodes exul(Selys, 1883)
- Diplacodes haematodes (Burmeister, 1839)
- Diplacodes lefebvrii (Rambur, 1842) - seule espèce européenne
- Diplacodes melanopsis (Martin, 1901)
- Diplacodes nebulosa (Fabricius, 1793)
- Diplacodes pumila Dijkstra, 2006
- Diplacodes spinulosa Navás, 1915
- Diplacodes trivialis (Rambur, 1842)